# Церковь Усекновения главы Иоанна Предтечи у Новодевичьего монастыря
Церковь Усекновения главы Иоанна Предтечи у Новодевичьего монастыря — православный храм в районе Хамовники в Москве. Входит в состав Центрального благочиния Московской епархии Русской православной церкви.
Исторически существовавшая с 1525 по 1812 годы, была уничтожена при Наполеоне. Восстановлена в 2016 году.
В цокольном этаже храма, судя по сайту архитектора Уткина, должен был находиться музей исторического храма, который посвящён раскопкам, которые вели на этом месте под руководством археолога Леонида Беляева, но на самом деле его там нет.

## История
В 1525 году для обслуживания жителей слободы под Новодевичим монастырём был воздвигнут деревянный храм, где проводились таинства крещения, венчания и отпевания. Во второй половине XVI века на месте первоначальной деревянной конструкции была возведена новая, более прочная кирпичная церковь, высотой примерно 35 метров. Храм был выполнен в шатровом стиле, напоминая церкви Никиты Мученика в селе Елизарово и Рождества Христова в селе Беседы.
К концу XVII века, в ответ на увеличение числа прихожан, рядом с основной кирпичной церковью был добавлен придел — малый пятиглавый храм, посвященный святителю Николаю Чудотворцу. Этот храмовый комплекс продолжал свое существование до 1812 года.
В период французской оккупации Москвы, церковь вместе с приделом Николая была разрушена взрывом по приказу Наполеона, став одной из немногих уничтоженных московских церквей.
В 1816 году в районе Девичьего поля был возведен новый храм, освященный во имя Отцов Седьмого Вселенского Собора.
В 1930-е годы уже при советской власти церковь была вновь уничтожена.

## Восстановление
В 2012 году патриарх Кирилл благословил восстановление церкви как храма-памятника в честь 200-летия победы в Отечественной войне 1812 года.
Церковь не подлежала дословному восстановлению ввиду отсутствия фиксационных чертежей и конкретных данных о ее архитектурных характеристиках.
В процессе проектирования нового здания, планировавшегося в месте утраченного храма, был выбран тип шатрового храма, обеспечивающий преемственность с предыдущим сооружением. При этом необходимо было учитывать ценностные характеристики градостроительного окружения монастырского ансамбля, расположенного в буферной зоне объекта ЮНЕСКО, что ограничило высоту нового храма 19 метрами. Размещение здания также должно было соответствовать планировке существующего парка, являющегося объектом культурного наследия, и общей градостроительной ситуации, предполагающей расположение новой церкви по оси север-восток, параллельно трассе и стенам монастыря.
23 марта 2015 года митрополит Ювеналий дал благословение на начало сбора пожертвований для строительства, и 18 сентября 2015 года провёл освящение крестов на купола церкви.
Перед началом строительства, в 2013 и 2015 годах, на выбранной территории были проведены научные раскопки под эгидой Института археологии РАН в рамках программы Департамента культурного наследия города Москвы.

## Архитектура
Композиция нового храма основана на традиционной схеме шатровых церквей середины второй половины XVI века. Она включает в себя четверик, переход от которого к восьмерику украшен кокошниками. Рёбра шатра, опирающиеся на четверик, подчеркнуты гуртами. Вершину шатра украшает круглый барабан с маленькой луковичной главой.
К западной стороне четверика примыкает небольшой притвор, на котором размещена однопролётная звонница. Апсида храма выполнена в форме многогранника. Под всем зданием расположен подвал, предназначенный для размещения археологического музея.
Дизайн нового храма представляет собой воссоздание облика шатрового храма XVI века, разрушенного в 1812 году. В частности, иконостас вновь построенной церкви был создан в стиле тябловых иконостасов XVI века, но при этом представляет собой новое произведение, стилистически гармонирующее с общей архитектурой здания.

## Убранство
Иконопись нового храма следует средневековой традиции, однако она не представляет собой точного копирования известных образцов. Иконописцы придерживались иконографии и стилистических особенностей русского искусства XVI века.
Иконы в местном ряду иконостаса имеют связь с историей разрушенного храма и событиями Отечественной войны 1812 года. Например, икона святителя Николая служит памятником Никольскому приделу взорванного храма. Икона «Торжество Православия», отражающая деяния Седьмого Вселенского собора, напоминает о дне изгнания войск Наполеона из Москвы, а также о храме, построенном в честь этого события.
Икона святого благоверного князя Александра Невского связана с памятью об императоре Александре I, который молился своему покровителю об изгнании врага из России. Икона Спасителя «Спас Смоленский» напоминает о чуде изгнания войск Магмет-Гирея из Москвы в 1521 году и о взятии Смоленска в 1524 году, — событиях, послуживших причиной создания Новодевичьего монастыря.